# Премия имени Лаланда
Премия Лаланда (фр. Prix Lalande) — награда за научный вклад в развитие астрономии, вручавшаяся с 1802 по 1970 годы Французской академией наук. 
В 1801 году французский астроном и математик Ж. Ж. де Лаланд сделал пожертвование Академии наук, чтобы она могла ежегодно присуждать приз «тем, кто сделал наиболее любопытное наблюдение или написал наиболее полезную работу для развития астрономии во Франции или где-либо ещё».
В 1970 году объединена с премией Вальца. В 1997 году средства Фонда Лаланда-Вальца были использованы при учреждении Гранд-медали Французской академии наук.

## Награждённые премией Лаланда
- 1803 — Генрих Вильгельм Ольберс
- 1804 — Джузеппе Пьяцци
- 1805 — Карл Людвиг Хардинг
- 1806 — Онс Сванберг
- 1807 — Генрих Вильгельм Ольберс
- 1808 — Клод-Луи Матьё
- 1809 — Карл Фридрих Гаусс
- 1810 — Симеон Дени Пуассон
- 1811 — Фридрих Бессель, Jabbo Oltmanns
- 1812 — Бернгард Август Линденау
- 1813 — Pierre Daussy
- 1814 — Джузеппе Пьяцци
- 1815 — Клод Луи Матьё
- 1816 — Фридрих Бессель
- 1817 — Джон Понд
- 1818 — Жан-Луи Понс
- 1819 — Джозеф Николле[фр.], Иоганн Франц Энке
- 1820 — Джозеф Николле, Жан-Луи Понс
- 1821 — не вручалась
- 1822 — не вручалась
- 1823 — Карл Рюмкер, Жан-Феликс Адольф Гамбар[фр.]
- 1824 — Мари Шарль Дамуазо
- 1825 — Джон Гершель, Джеймс Саут
- 1826 — Эдвард Сэбин
- 1827 — Жан-Луи Понс, Жан-Феликс Адольф Гамбар
- 1828 — Франческо Карлини[итал.]
- 1829 — не вручалась
- 1830 — Жан-Феликс Адольф Гамбар, Henri Gambey, Луи Перреле[англ.]
- 1831 — не вручалась
- 1832 — Жан-Феликс Адольф Гамбар, Бенджамин Вальц[фр.]
- 1833 — Джон Гершель
- 1834 — Джордж Биддель Эйри
- 1835 — Джеймс Данлоп
- 1836 — Вильгельм Бер, Иоганн Медлер
- 1837 — Henri Guinand
- 1838 — S. M. B. Brousseaud
- 1839 — Иоганн Готтфрид Галле
- 1840 — Карл Бремикер
- 1841 — не вручалась
- 1842 — Поль-Огюст Ложье
- 1843 — Виктор Мове[фр.], Эрве Фай
- 1844 — Франческо де Вико[итал.], Генрих Луи д’Арре
- 1845 — Карл Людвиг Хенке
- 1846 — Иоганн Готтфрид Галле
- 1847 — Джон Рассел Хайнд, Карл Людвиг Хенке
- 1848 — Эндрю Грэм
- 1849 — Аннибале де Гаспарис
- 1850 — Аннибале де Гаспарис, Джон Рассел Хайнд
- 1851 — Джон Рассел Хайнд, Аннибале де Гаспарис
- 1852 — Джон Рассел Хайнд, Аннибале де Гаспарис, Роберт Лютер, Жан Шакорнак, Герман Гольдшмидт
- 1853 — Аннибале де Гаспарис, Жан Шакорнак, Роберт Лютер, Джон Рассел Хайнд
- 1854 — Роберт Лютер, Альберт Март, Джон Рассел Хайнд, Джеймс Фергюсон, Герман Гольдшмидт
- 1855 — Жан Шакорнак, Роберт Лютер, Герман Гольдшмидт
- 1856 — Жан Шакорнак, Норман Погсон
- 1857 — Герман Гольдшмидт, Карл Христиан Брунс
- 1858 — Жозеф Жан-Пьер Лоран[англ.], Герман Гольдшмидт, Джордж Мэри Сирл, Хорас Парнелл Таттл, Август Виннеке, Джованни Баттиста Донати
- 1859 — Роберт Лютер
- 1860 — Роберт Лютер, Герман Гольдшмидт, Жан Шакорнак, Джеймс Фергюсон, Вильгельм Юлиус Фёрстер, Оскар Леберехт
- 1861 — Эрнст Вильгельм Темпель, Роберт Лютер, Герман Гольдшмидт
- 1862 — Элвин Кларк
- 1863 — Жан Шакорнак
- 1864 — Ричард Кристофер Кэррингтон
- 1865 — Уоррен де ла Рю
- 1866 — Томас Маклир
- 1867 — Джованни Скиапарелли
- 1868 — Пьер Жансен
- 1869 — Джеймс Крейг Уотсон
- 1870 — Уильям Хаггинс
- 1871 — Альфонс Борелли
- 1872 — Поль и Проспер Анри
- 1873 — Жером Эжен Коджа
- 1874 — Амедей Муше, Jean Jacques Anatole Bouquet de La Grye, Georges-Ernest Fleuriais, Charles André, Héraud, Феликс Тиссеран
- 1875 — Генри Перротин
- 1876 — Иоганн Пализа
- 1877 — Асаф Холл
- 1878 — Станислас-Этьен Менье
- 1879 — Кристиан Генрих Фридрих Петерс
- 1880 — Ормонд Стоун
- 1881 — Льюис Свифт
- 1882 — Сирил Суйяр[фр.]
- 1883 — Гийом Бигурдан, Октав Калландро[исп.]
- 1884 — Родольф Радо[нем.]
- 1885 — Луи Толлон[фр.]
- 1886 — Оскар Баклунд
- 1887 — Нильс Дюнер
- 1888 — Жозеф Боссер[фр.]
- 1889 — Франсуа Гоннесиа[фр.]
- 1890 — Джованни Скиапарелли
- 1891 — Гийом Бигурдан
- 1892 — Эдвард Эмерсон Барнард, Максимилиан Вольф
- 1893 — Леопольд Шульхоф[нем.]
- 1894 — Стефан Жавел
- 1895 — Морис Хеми[фр.]
- 1896 — Пьер Пюизё
- 1897 — Чарлз Диллон Перрайн
- 1898 — Сет Карло Чандлер
- 1899 — Уильям Роберт Брукс
- 1900 — Мишель Джакобини
- 1901 — Джон Мейкон Том[исп.]
- 1902 — Charles Trépied
- 1903 — Уильям Уоллес Кэмпбелл
- 1904 — Шёрберн Уэсли Бёрнхем
- 1905 — Уильям Генри Пикеринг
- 1906 — Роберт Грант Эйткен, Уильям Хасси[англ.]
- 1907 — Томас Льюис
- 1908 — Уильям Льюис Элкин[англ.], Frederick L. Chase, Mason F. Smith
- 1909 — Альфонс Борелли
- 1910 — Филип Герберт Коуэлл, Эндрю Кроммелин
- 1911 — Льюис Босс
- 1912 — Герман Кобольд[нем.]
- 1913 — Жан Бослер[фр.]
- 1914 — Joseph-Noël Guillaume
- 1915 — Люсьен Д’Азамбюжа
- 1916 — Жером Эжен Коджа
- 1917 — Роберт Джонкир
- 1918 — Аристарх Аполлонович Белопольский
- 1919 — Весто Слайфер
- 1920 — Леопольд Шульхоф
- 1921 — Paul Henri Strooband
- 1922 — Генри Норрис Рассел
- 1923 — ?
- 1924 — Жюль Байо[фр.]
- 1925 — Жорж Фурнье[фр.]
- 1926 — ?
- 1927 — Винсент Нечвилл
- 1928 — Бернар Лио
- 1929 — Александр Веронне
- 1930 — Николай Михайлович Стойко
- 1931 — Irenee Lagarde
- 1932 — Abel Porteau
- 1933 — ?
- 1934 — Даниель Барбье[нем.]
- 1935 — Люсьен д'Азамбуджа
- 1936 — Луи Буайе
- 1937 — Мишель Джакобини
- 1938 — Андре Лальман
- 1939 — Маргарита Ложье
- 1940 — Шарль, Берто
- 1941 — Henri Grenat
- 1942 — Henri Camichel
- 1943 — Александр Шаумасс[фр.]
- 1944 — не вручалась
- 1945 — Генри Бертомьё
- 1946 — не вручалась
- 1947 — не вручалась
- 1948 — Максим Николини
- 1949 — не вручалась
- 1950 — Шарль Ференбак
- 1951—1959 — не вручалась
- 1960 — Мария Блох
- 1961—1969 — не вручалась
- 1970 — Jean Jung